# آلان لي راي
آلان لي راي (بالفرنسية: Alain Le Ray)‏ هو عضو في المقاومة الفرنسية ‏ فرنسي، ولد في 3 أكتوبر 1910 في باريس في فرنسا، وتوفي بنفس المكان في 4 يونيو 2007.